# Calyptranthes ermitensis
Calyptranthes ermitensis är en myrtenväxtart som beskrevs av Attila L. Borhidi. Calyptranthes ermitensis ingår i släktet Calyptranthes och familjen myrtenväxter. Inga underarter finns listade i Catalogue of Life.